# Polyrhachis crassispinosa
Polyrhachis crassispinosa é uma espécie de formiga do gênero Polyrhachis, pertencente à subfamília Formicinae.